# Molops
Molops es un género de coleópteros de la familia de los Carabidaes. Son escarabajos terrestres. Todas las especies descritas se encuentran en Europa y el Próximo Oriente.

## Especies
Hay decenas  de especies descritas.
- Molops albanicus
- Molops alpestris
- Molops apfelbecki
- Molops biokovensis
- Molops bosnicus
- Molops bucephalus
- Molops curtulus
- Molops dalmatinus
- Molops dilatatus
- Molops dinaricus
- Molops doderoi
- Molops elatus
- Molops longipennis
- Molops maderi
- Molops matchai
- Molops merditanus
- Molops obtusangulus
- Molops osmanilis
- Molops ovipennis
- Molops parreyssi
- Molops pentheri
- Molops peristericus
- Molops piceus
- Molops plurisetosus
- Molops prenjus
- Molops promissus
- Molops reiseri
- Molops rhodopensis
- Molops robustus
- Molops rufipes
- Molops rufus
- Molops simplex
- Molops spartanus
- Molops striolatus
- Molops weiratheri